# Salatiga
Salatiga (en javanés: ꦯꦭꦠꦶꦒ) es una ciudad en la provincia de Java Central, Indonesia. Cubre un área de 56.781 km 2 y tenía una población de 192 322 habitantes en el censo de 2020. Ubicada entre las ciudades de Semarang y Surakarta, y administrativamente una ciudad independiente enclavada dentro de la Regencia de Semarang, se asienta al pie del monte Merbabu (3.142 m) y el cerro Telomoyo, y tiene un clima relativamente fresco debido a su posición elevada. Salatiga es parte del área metropolitana de Semarang.

## Historia
La fecha de nacimiento oficial de Salatiga es el 24 de julio de 750 d. C. (la fecha 31 y el 4.º año del calendario Saka ). El pergamino Monolito de Plumpungan (Prasasti Plumpungan en sánscrito) del Rey Bhanu, declara ¡Que seas feliz! Todas las personas (" Srir = astu swasti prajabhyah ") y el pueblo designado de Hampran (Desa Hampran) un pueblo de Perdikan (Desa Perdikan, que significa pueblo libre de impuestos). "Çrirastuswasti Prajabyah" es el lema oficial de Salatiga como está escrito en el sello del gobierno.
En 1746, la Compañía Neerlandesa de las Indias Orientales (Vereenigde Oost-Indische Compagnie, VOC) construyó el fuerte De Hersteller en Salatiga porque Salatiga estaba estratégicamente ubicada en la intersección entre Semarang, Surakarta y Magelang.

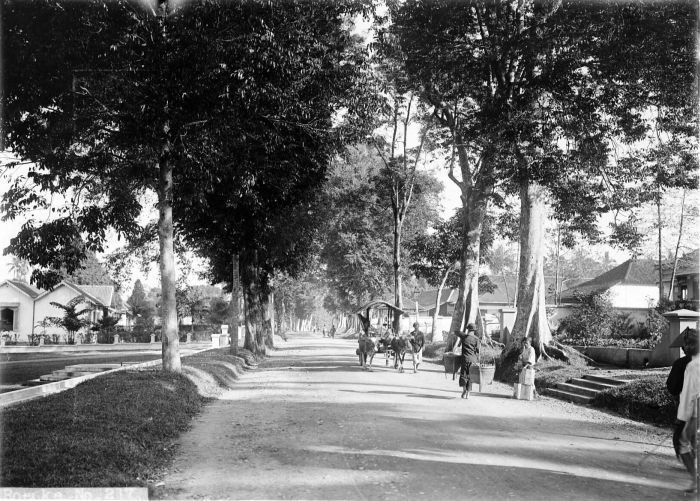
Paisaje de la calle Salatiga en 1918

El 1 de julio de 1917, el gobierno de las Indias Orientales Neerlandesas designó al pueblo de Salatiga como stads gemeente o pequeña ciudad. En la época colonial, Salatiga estaba estratificada por raza. Los europeos vivían cerca del centro de la ciudad, en Toentangscheweg (Toentang Road) que conduce a Semarang y también cerca de las plantaciones holandesas en Salatiga Afdeling. Los chinos tenían su base cerca del centro comercial, el Mercado Kalicacing, en Soloscheweg (Solo Road). Los nativos estaban obligados a vivir fuera de las comunidades europea y china. El sistema educativo se dividió en consecuencia, con diferentes escuelas para los europeos, los chinos y los nativos. Salatiga fue dirigida por un burgermeester (alcalde), asistido por College van Burgermeester en Wethouders. Había un cuerpo legislativo, el Stadsgemeenteraad; sin embargo, su membresía no fue proporcional, con 8 escaños para los europeos, 1 escaño para los chinos y solo 2 escaños para los nativos que forman la mayoría del pueblo. La economía de Salatiga se vio obstaculizada por la depresión económica mundial de la década de 1930. Para reducir el gasto de la ciudad, los salarios de los funcionarios del gobierno se redujeron hasta en un 15%. Salatiga tuvo un papel económico importante como interior de Semarang, proporcionando productos agrícolas como café, caucho, cacao, algodón, especias, tabaco, trigo y verduras a Semarang para su procesamiento.
Apoyada por factores geográficos, su clima mayormente templado y sus lujosos edificios con arquitectura india, la belleza de Salatiga fue bien conocida durante la colonización neerlandesa, incluso se la llamó De Schoonste Stad van Midden-Java (La ciudad más hermosa de Java Central).

## Geografía
Salatiga se encuentra 48 km al sur de Semarang y 54 km al norte de Surakarta . Su elevación es entre 450 – 800 metros Salatiga tiene un clima monzónico tropical ( Am ) en la clasificación climática de Köppen con una precipitación media de 2.668 mm por año, la temperatura más alta en octubre (24,1 °C) y la más baja en enero (22,4 °C). 